# Pavle Jurišić Šturm
Pavle Jurišić Šturm (en serbe cyrillique Павле Јуришић Штурм ; en allemand Paulus Sturm) était un général serbe.

## Biographie
Il est né le 22 août 1848 à Görlitz (Lusace), et a fini ses études à l'école militaire de Wrocław (Silésie).
Il participe en tant qu'officier de l'armée prussienne à la guerre franco-allemande (19 juillet 1870 - 28 janvier 1871).
Il est arrivé en Serbie avant le début des guerres balkaniques pour enseigner à l'académie militaire serbe. Il s'éprend de la Serbie, considérant les serbes blancs et les serbes comme le même peuple, se marie à une Serbe, et change son prénom "Pavel" en "Pavle" et son nom "Sturm" en "Jurišić" (Sturm et Juriš signifiant respectivement "charge" en allemand et en serbe).
Après le début des hostilités entre le royaume de Serbie et l'Empire ottoman, il a participé en tant que volontaire à la guerre serbo-turque (1876-1878) sous le grade de chef de bataillon.
Durant les guerres balkaniques il prit le commandement de la "Division Drina", qui s'est particulièrement illustrée durant la bataille de Kumanovci.
Durant la Première Guerre mondiale, sous son commandement, la IIIe Armée réussit à empêcher l'avancée des troupes austro-hongroises, ce qui a permis au général Stepa Stepanović et à sa IIe Armée de remporter la première victoire de l'entente sur la Triplice.
Pavle Jurišić Šturm est décédé à Belgrade en 1922.